# Redman (Rapper)

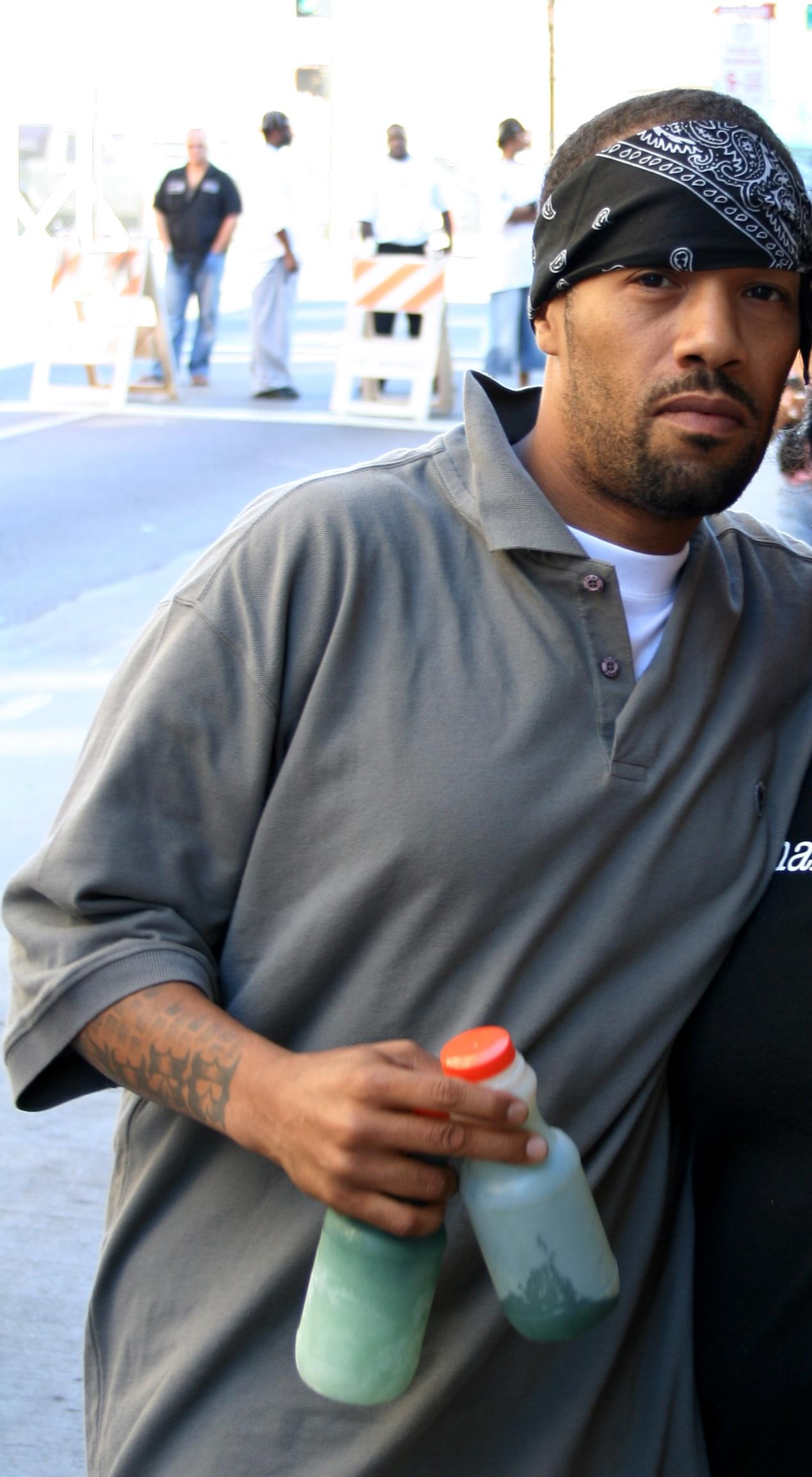
Redman (2006)

Redman (* 17. April 1970 in Newark, New Jersey; mit bürgerlichem Namen Reggie Noble) ist ein US-amerikanischer Rapper und Schauspieler, der in den 1990er Jahren als Künstler bei Def Jam berühmt wurde. Außerdem ist er bekannt durch seine Zusammenarbeit mit dem Wu-Tang-Clan-Mitglied Method Man. Den Spitznamen „Redman“ erhielt er, nachdem ihn ein Schneeball auf die Wange traf und diese daraufhin rot anlief.

## Leben
Reggie Noble wuchs in Newark, New Jersey auf. Er studierte am Montclair State College und finanzierte sich sein Studium als Drogendealer. In dieser Zeit versuchte er sich auch als Rapper einen Namen zu machen. Er veröffentlicht mehrere Mixtapes und trat bei Freestyles an. Seinen Künstlernamen erhielt er bereits als Spitznamen im Kindesalter, als ihn ein Mädchen mit einem Schneeball im Gesicht erwischte und er daraufhin errötete.
Redman debütierte auf dem EPMD-Album Business as Usual mit den Songs Hardcore und Brothers on My Jock, nachdem ihn Erick Sermon, Teil dieser einflussreichen Gruppe, in einem New Yorker Club beim freestylen entdeckt hatte und ihn in ihre Hit Squad Crew von aufstrebenden MCs (zusammen mit K-Solo und anderen) aufnahm. Anschließend nahm ihn Def Jam unter Vertrag. Die erste Zusammenarbeit ist die Single Blow Your Mind. Redmans Def-Jam-Debüt Whut? Thee Album 1992 stieß in die US-Top 50 vor und erreichte Gold-Status in den Staaten. Danach ernannte ihn das bekannte Hip-Hop-Magazin The Source zum Rap Artist of the Year für 1993.
Redmans Solokarriere setzte sich für den Rest der Dekade fort. Jedes seiner Alben verkaufte sich mindestens eine halbe Million Mal. Sein musikalischer Stil festigte sich und wurde zu einer Kombination aus einzigartigem aufschneiderischen Witz und harten P-Funk-beeinflussten Beats. Zusätzlich zu den Alben unter seinem eigenen Namen brachte er, als Teil des Def Squad (zusammen mit Keith Murray und Erick Sermon), 1998 das Album El Nino raus. Mit seinem Label-Kollegen Method Man brachte er dann 1999 das Album Blackout! raus, was den Beginn einer langen Freundschaft und Zusammenarbeit einläutete. Er kollaborierte außerdem mit vielen anderen Künstlern aus dem Hip-Hop-Umfeld und aus anderen Genres. Diese lange Liste beinhaltet Gorillaz, Wyclef Jean, Snoop Dogg, Scarface, The Offspring, Christina Aguilera, D’Angelo, Me’shell Ndegeocello, Eminem, 2Pac, Jodeci, Cypress Hill, KRS One, De La Soul, Das EFX, Limp Bizkit, DMX und IAM.
2001 kam der Film So High heraus, in dem Redman zusammen mit Method Man die Hauptrolle spielt. Die beiden spielen zwei Kiffer, die versuchen, an der Harvard University über die Runden zu kommen. Method Man und Redman tauchen auch in der Def-Jam-Vendetta-Video-Spiel-Serie auf, meistens als Tag-Team. Außerdem hatten sie 2004/2005 ihre eigene Fernsehserie Method & Red Show bei Fox, die nach einigen Folgen jedoch wieder abgesetzt wurde.
Redman gehört so zum erweiterten Wu-Tang-Clan Umfeld und ist sowohl auf deren Album The W sowie auf den Soloalben Supreme Clientele von Ghostface Killah als auch auf Method Mans Tical zu hören. 2002 ist Redman an der Seite von Christina Aguilera auf dem Track Dirrty zu hören, der für den Grammy nominiert wurde. Anschließend wird es ruhig um Redman, der sich nun als Schauspieler, unter anderem in Scary Movie 3 und Chuckys Baby versucht.
Am 27. März 2007 folgte nach langer Verspätung das Album Red Gone Wild, unter anderem mit Features von Method Man, Snoop Dogg, Biz Markie. Produzenten sind Timbaland, Scott Storch, Rockwilder, Pete Rock und Erick Sermon. Am 15. Mai 2009 erschien mit Blackout 2 eine Fortsetzung des Kollabo-Albums mit Method Man. 2010 folgte mit Reggie sein siebtes Soloalbum.
Redman ist in Raquel Reeds Musikvideo I’ll Show You zu sehen; einem Song, den er mit ihr zusammen aufgenommen hat.
2012 nahm der deutsche Rapper Fard mit Redman einen Freetrack namens Still Hatin auf, zu welchem auch ein Video ausgekoppelt wurde. Ein Jahr später folgte ein gemeinsamer Song namens Like This auf dem Album Bellum et Pax, zu welchem auch ein Video gedreht wurde.
Am 13. November 2015 erschien Redmans bisher letztes Soloalbum Mudface über Gilla House Records.

## Sonstiges
Redman ist ein Charakter der Beat-em-Up-Spiele Def Jam: Vendetta und Def Jam: Fight for NY.

## Diskografie

### Studioalben
| Jahr | Titel                     | Höchstplatzierung, Gesamtwochen, AuszeichnungChartplatzierungen (Jahr, Titel, Platzierungen, Wochen, Auszeichnungen, Anmerkungen) | Höchstplatzierung, Gesamtwochen, AuszeichnungChartplatzierungen (Jahr, Titel, Platzierungen, Wochen, Auszeichnungen, Anmerkungen) | Höchstplatzierung, Gesamtwochen, AuszeichnungChartplatzierungen (Jahr, Titel, Platzierungen, Wochen, Auszeichnungen, Anmerkungen) | Höchstplatzierung, Gesamtwochen, AuszeichnungChartplatzierungen (Jahr, Titel, Platzierungen, Wochen, Auszeichnungen, Anmerkungen) | Anmerkungen                              |
| Jahr | Titel                     | DE | CH | UK | US | Anmerkungen                              |
| ---- | ------------------------- | --- | --- | --- | --- | ---------------------------------------- |
| 1992 | Whut? Thee Album          | — | — | — | US49 Gold · (24 Wo.)US | Erstveröffentlichung: 22. September 1992 |
| 1994 | Dare Iz a Darkside        | — | — | — | US13 Gold · (16 Wo.)US | Erstveröffentlichung: 22. November 1994  |
| 1996 | Muddy Waters              | DE100 (1 Wo.)DE | — | — | US12 Gold · (17 Wo.)US | Erstveröffentlichung: 10. Dezember 1996  |
| 1998 | Doc’s da Name 2000        | — | — | — | US11 Platin · (24 Wo.)US | Erstveröffentlichung: 24. November 1998  |
| 2001 | Malpractice               | DE62 (4 Wo.)DE | CH74 (5 Wo.)CH | UK57 Silber · (7 Wo.)UK | US4 Gold · (16 Wo.)US | Erstveröffentlichung: 22. Mai 2001       |
| 2007 | Red Gone Wild: Thee Album | — | CH37 (5 Wo.)CH | — | US13 (8 Wo.)US | Erstveröffentlichung: 27. März 2007      |
| 2010 | Reggie                    | — | — | — | US118 (1 Wo.)US | Erstveröffentlichung: 7. Dezember 2010   |
| 2015 | Mudface                   | — | — | — | US147 (1 Wo.)US | Erstveröffentlichung: 20. November 2015  |

### Kollaboalben
| Jahr | Titel                    | Höchstplatzierung, Gesamtwochen, AuszeichnungChartplatzierungen (Jahr, Titel, Platzierungen, Wochen, Auszeichnungen, Anmerkungen) | Höchstplatzierung, Gesamtwochen, AuszeichnungChartplatzierungen (Jahr, Titel, Platzierungen, Wochen, Auszeichnungen, Anmerkungen) | Höchstplatzierung, Gesamtwochen, AuszeichnungChartplatzierungen (Jahr, Titel, Platzierungen, Wochen, Auszeichnungen, Anmerkungen) | Höchstplatzierung, Gesamtwochen, AuszeichnungChartplatzierungen (Jahr, Titel, Platzierungen, Wochen, Auszeichnungen, Anmerkungen) | Anmerkungen                                             |
| Jahr | Titel                    | DE | CH | UK | US | Anmerkungen                                             |
| ---- | ------------------------ | --- | --- | --- | --- | ------------------------------------------------------- |
| 1998 | El Niño                  | — | — | — | US2 Gold · (11 Wo.)US | Erstveröffentlichung: 30. Juni 1998 mit Def Squad       |
| 1999 | Blackout!                | DE36 (6 Wo.)DE | — | UK45 Gold · (5 Wo.)UK | US3 Platin · (33 Wo.)US | Erstveröffentlichung: 28. September 1999 mit Method Man |
| 2001 | How High: The Soundtrack | DE36 (17 Wo.)DE | CH19 (15 Wo.)CH | — | US38 (33 Wo.)US | Erstveröffentlichung: 11. Dezember 2001 mit Method Man  |
| 2009 | Blackout! 2              | DE66 (1 Wo.)DE | — | UK6 (6 Wo.)UK | US7 (13 Wo.)US | Erstveröffentlichung: 19. Mai 2009 mit Method Man       |

### Mixtapes
- 2004: Ill at Will Mixtape Vol. 1
- 2005: Ill at Will Mixtape Vol. 2
- 2007: Live from the Bricks
- 2010: Pancake & Syrup
- 2013: Remixxes

### Singles als Leadmusiker
| Jahr | Titel Album                                          | Höchstplatzierung, Gesamtwochen, AuszeichnungChartplatzierungen (Jahr, Titel, Album, Platzierungen, Wochen, Auszeichnungen, Anmerkungen) | Höchstplatzierung, Gesamtwochen, AuszeichnungChartplatzierungen (Jahr, Titel, Album, Platzierungen, Wochen, Auszeichnungen, Anmerkungen) | Höchstplatzierung, Gesamtwochen, AuszeichnungChartplatzierungen (Jahr, Titel, Album, Platzierungen, Wochen, Auszeichnungen, Anmerkungen) | Höchstplatzierung, Gesamtwochen, AuszeichnungChartplatzierungen (Jahr, Titel, Album, Platzierungen, Wochen, Auszeichnungen, Anmerkungen) | Anmerkungen                                                              |
| Jahr | Titel Album                                          | DE | CH | UK | US | Anmerkungen                                                              |
| ---- | ---------------------------------------------------- | --- | --- | --- | --- | ------------------------------------------------------------------------ |
| 1995 | Can’t Wait Dare Iz a Darkside                        | — | — | — | US94 (4 Wo.)US | Erstveröffentlichung: 7. Februar 1995                                    |
| 1995 | How High The Show – Soundtrack                       | — | — | — | US13 Gold · (15 Wo.)US | Erstveröffentlichung: 15. August 1995 mit Method Man                     |
| 1995 | Funkorama Insomina (Sampler)                         | — | — | — | US81 (4 Wo.)US | Erstveröffentlichung: 19. Dezember 1995                                  |
| 1996 | It’s Like That (My Big Brother) Muddy Waters         | — | — | — | US95 (2 Wo.)US | Erstveröffentlichung: 10. Dezember 1996 feat. K-Solo                     |
| 1997 | Whateva Man Muddy Waters                             | — | — | — | US42 (15 Wo.)US | Erstveröffentlichung: 28. Januar 1997                                    |
| 1999 | Da Goodness Doc’s da Name 2000                       | — | — | UK52 (2 Wo.)UK | — | Erstveröffentlichung: 12. Januar 1999                                    |
| 2001 | Let’s Get Dirty (I Can’t Get in da Club) Malpractice | — | — | — | US97 (2 Wo.)US | Erstveröffentlichung: 1. Mai 2001 feat. DJ Kool                          |
| 2001 | Smash Sumthin’ Malpractice                           | — | CH98 (1 Wo.)CH | UK11 (11 Wo.)UK | — | Erstveröffentlichung: 3. Juli 2001 feat. Adam F                          |
| 2001 | Part II How High: The Soundtrack                     | DE23 (11 Wo.)DE | CH54 (9 Wo.)CH | UK98 (1 Wo.)UK | US72 (12 Wo.)US | Erstveröffentlichung: 4. Dezember 2001 mit Method Man feat. Toni Braxton |

Weitere Singles
- 1992: Blow Your Mind
- 1993: Time 4 Sum Aksion
- 1993: Tonight’s da Night
- 1994: Rockafella
- 1997: Pick It Up
- 1998: I’ll Bee Dat!
- 1999: Let Da Monkey Out
- 1999: Tear It Off (mit Method Man)
- 2000: Y.O.U. (mit Method Man)
- 2000: Da Rockwilder (mit Method Man)
- 2007: Put It Down
- 2009: A Yo (mit Method Man)
- 2009: Mrs. International (mit Method Man)
- 2013: Branson Branson
- 2013: Lookn fly too (mit Method Man)
- 2013: Rite (mit Method Man)
- 2014: Dunfiato
- 2014: Pump Ya Brakes

### Singles als Gastmusiker
| Jahr | Titel Album                                   | Höchstplatzierung, Gesamtwochen, AuszeichnungChartplatzierungen (Jahr, Titel, Album, Platzierungen, Wochen, Auszeichnungen, Anmerkungen) | Höchstplatzierung, Gesamtwochen, AuszeichnungChartplatzierungen (Jahr, Titel, Album, Platzierungen, Wochen, Auszeichnungen, Anmerkungen) | Höchstplatzierung, Gesamtwochen, AuszeichnungChartplatzierungen (Jahr, Titel, Album, Platzierungen, Wochen, Auszeichnungen, Anmerkungen) | Höchstplatzierung, Gesamtwochen, AuszeichnungChartplatzierungen (Jahr, Titel, Album, Platzierungen, Wochen, Auszeichnungen, Anmerkungen) | Höchstplatzierung, Gesamtwochen, AuszeichnungChartplatzierungen (Jahr, Titel, Album, Platzierungen, Wochen, Auszeichnungen, Anmerkungen) | Anmerkungen                                                                                |
| Jahr | Titel Album                                   | DE | AT | CH | UK | US | Anmerkungen                                                                                |
| ---- | --------------------------------------------- | --- | --- | --- | --- | --- | ------------------------------------------------------------------------------------------ |
| 1997 | 4, 3, 2, 1 Phenomenon                         | — | — | — | — | US75 (12 Wo.)US | Erstveröffentlichung: 9. Dezember 1997 LL Cool J feat. Method Man, Redman, Canibus und DMX |
| 1998 | The Weekend Ride – Soundtrack                 | — | — | — | UK83 (1 Wo.)UK | — | Erstveröffentlichung: 1998 Dave Hollister feat. Redman und Erick Sermon                    |
| 1998 | Rap Scholar Generation EFX                    | — | — | — | UK42 (2 Wo.)UK | — | Erstveröffentlichung: 1998 Das EFX feat. Redman                                            |
| 1998 | Made It Back Prodigal Sista                   | — | — | — | UK21 (3 Wo.)UK | — | Erstveröffentlichung: 18. Mai 1998 Beverley Knight feat. Redman                            |
| 1998 | How Deep Is Your Love Enter the Dru           | DE8 Gold · (17 Wo.)DE | AT29 (6 Wo.)AT | CH10 (15 Wo.)CH | UK9 Silber · (16 Wo.)UK | US3 Gold · (20 Wo.)US | Erstveröffentlichung: 22. September 1998 Dru Hill feat. Redman                             |
| 1999 | Left & Right Voodoo                           | — | — | — | — | US70 (5 Wo.)US | Erstveröffentlichung: 19. Oktober 1999 D’Angelo feat. Method Man und Redman                |
| 2000 | Oooh. Art Official Intelligence: Mosaic Thump | DE52 (7 Wo.)DE | — | CH94 (1 Wo.)CH | UK29 (2 Wo.)UK | — | Erstveröffentlichung: 10. Juli 2000 De La Soul feat. Redman                                |
| 2002 | Dirrty Stripped                               | DE4 Gold · (18 Wo.)DE | AT5 (21 Wo.)AT | CH3 Gold · (25 Wo.)CH | UK1 Platin · (10 Wo.)UK | US48 Platin · (20 Wo.)US | Erstveröffentlichung: 3. September 2002 Christina Aguilera feat. Redman                    |
| 2002 | React                                         | — | — | — | UK14 (7 Wo.)UK | US36 (16 Wo.)US | Erstveröffentlichung: 9. Dezember 2002 Erick Sermon feat. Redman                           |
| 2003 | Noble Art Revoir un Printemps                 | — | — | CH81 (4 Wo.)CH | — | — | Erstveröffentlichung: 2003 IAM feat. Method Man und Redman                                 |
| 2009 | Storm Killah Instinct                         | — | — | CH60 (8 Wo.)CH | — | US85 (14 Wo.)US | Erstveröffentlichung: 2009 J-Corry feat. Redman & Lil Jon                                  |

Weitere Gastbeiträge
- 2012: Still Hatin’ (Fard feat. Redman)
- 2013: Like This (Fard feat. Redman)

## Auszeichnungen für Musikverkäufe
| Goldene Schallplatte - Australien - 1999: für die Single How Deep Is Your Love - Belgien - 2002: für die Single Dirrty - Dänemark - 2003: für die Single Dirrty - Kanada - 1999: für das Album Doc’s da Name 2000 - Niederlande - 2003: für die Single Dirrty - Schweden - 1999: für die Single How Deep Is Your Love | Platin-Schallplatte - Australien - 2002: für die Single Dirrty - Kanada - 2001: für das Album Blackout! - Neuseeland - 2021: für die Single Dirrty - Norwegen - 2002: für die Single Dirrty - Schweden - 2003: für die Single Dirrty 2× Platin-Schallplatte - Kanada - 2022: für die Single Dirrty |

Anmerkung: Auszeichnungen in Ländern aus den Charttabellen bzw. Chartboxen sind in ebendiesen zu finden.
| Land/RegionAuszeichnungen für Musikverkäufe (Land/Region, Auszeichnungen, Verkäufe, Quellen) | Silber     | Gold       | Platin       | Verkäufe  | Quellen                      |
| -------------------------------------------------------------------------------------------- | ---------- | ---------- | ------------ | --------- | ---------------------------- |
| Australien (ARIA)                                                                            | —          | Gold1      | Platin1      | 105.000   | aria.com.au                  |
| Belgien (BRMA)                                                                               | —          | Gold1      | —            | 25.000    | ultratop.be                  |
| Dänemark (IFPI)                                                                              | —          | Gold1      | —            | 10.000    | hitlisterne.dk               |
| Deutschland (BVMI)                                                                           | —          | 2× Gold2   | —            | 500.000   | musikindustrie.de            |
| Kanada (MC)                                                                                  | —          | Gold1      | 3× Platin3   | 310.000   | musiccanada.com              |
| Neuseeland (RMNZ)                                                                            | —          | —          | Platin1      | 30.000    | radioscope.co.nz             |
| Niederlande (NVPI)                                                                           | —          | Gold1      | —            | 40.000    | nvpi.nl                      |
| Norwegen (IFPI)                                                                              | —          | —          | Platin1      | 10.000    | ifpi.no                      |
| Schweden (IFPI)                                                                              | —          | Gold1      | Platin1      | 45.000    | sverigetopplistan.se ifpi.se |
| Schweiz (IFPI)                                                                               | —          | Gold1      | —            | 20.000    | hitparade.ch                 |
| Vereinigte Staaten (RIAA)                                                                    | —          | 7× Gold7   | 3× Platin3   | 6.200.000 | riaa.com                     |
| Vereinigtes Königreich (BPI)                                                                 | 2× Silber2 | Gold1      | Platin1      | 860.000   | bpi.co.uk                    |
| Insgesamt                                                                                    | 2× Silber2 | 17× Gold17 | 11× Platin11 |           |                              |

## Filmografie
- 1999: Colorz of Rage
- 1999: PIGS
- 2000: Boricua’s Bond
- 2001: Statistic: The Movie
- 2001: So High
- 2002: Stung
- 2003: Thaddeus Fights the Power!
- 2003: Scary Movie 3
- 2003: Def Jam:Vendetta (Videospiel)
- 2004: Method & Red
- 2004: Chuckys Baby (Seed of Chucky)
- 2004: Def Jam: Fight for New York (Videospiel)
- 2007: Def Jam: Icon (Videospiel)